# 南阳市博物院
南阳市博物院，简称宛博，河南省南阳市地方综合性博物馆，国家一级博物馆，前身为创建于1959年10月1日的南阳历史博物馆。

## 历史
1955年，南阳县人民政府将文化局迁入卧龙岗武侯祠，承担该县的文化及文物工作:643。1958年春，为给群众提供休闲游玩场所，迎接中华人民共和国成立十周年，中共南阳市委提出对卧龙岗进行绿化，在卧龙岗筹建卧龙公园，以武侯祠为基地建立南阳历史博物馆，筹办事务由南阳市委文教部派南阳市文化馆文物干部杜学祥具体负责。1959年，武侯祠划归南阳市，在武侯祠内设立南阳市文管会:643，以南阳市文管会为基础筹建南阳历史博物馆。1959年春，筹建工作正式开始，巿文化馆干部马俊乾、市四中教师朱沛若、巿职工夜校教师王超俊等被文教部派来参与筹办。
1959年8月，南阳市卧龙公园成立，占地五百余亩，隶属于南阳市城建科:643。博物馆筹建工作由南阳市卧龙公园统一布署。南阳历史博物馆最早筹办的陈列展览时位于武侯祠原道房院的《南阳历史文物展览》和在新建的汉画馆的《南阳汉代画像石刻》。《南阳历史文物展览》按时代顺序，分七部分展出有从南阳市文化馆移交文物中遴选的450件珍贵文物，还展出有张衡、张仲景、诸葛亮的生平事迹，和彭雪枫烈士照片。《南阳汉代画像石刻》在位于武侯祠左侧新建的汉画馆，该馆共有房屋50间，331块汉画像石按画面内容分类分别镌于壁间。汉画馆前的汉碑亭中则镶有“汉李孟初神祠碑” “汉故郎中赵菿碑”“汉张景造土牛碑”。
1959年10月1日，南阳历史博物馆正式建成开放:643，武侯祠北侧再建的汉画馆同日开放。南阳历史博物馆与南阳市卧龙公园为两块牌子一套人马。到10月4日，到卧龙岗的参观游览总人数就达到4万人次以上。由于南阳地区没有文博实体单位，南阳地区文物管理委员会办公室设在南阳历史博物馆，因此常由该馆代地区文管会职责，负责全区地上地下文物的保护和管理工作。
1962年夏，原计划占地5000市亩的卧龙公园建设工作停止，南阳历史博物馆级主管部门由市建设局改属南阳市人民委员会文教科，“南阳市卧龙公园”的称谓逐渐停止使用。1965年，南阳市人民委员会下文将“南阳历史博物馆”更名为“南阳市博物馆”。1968年8月，该馆的主管部门南阳市文化局撤销，改隶属于新成立的南阳市革命委员会政治工作组宣传组。1970年春，成立“南阳市卧龙岗管理站”。同年（1970年），该隶属于南阳市革命委员会文教卫生局。1971年5月，文教卫生局撤销。1972年，卧龙岗管理站改隶属于南阳市革委文化教育局。1973年5月，该站更名为“河南省南阳市博物馆革命委员会”。1975年10月，该馆主管部门改为中共南阳市委宣传部文化科。1977年底或1978年初，南阳地区文物工作队（今南阳市文物考古研究所）成立，河南省南阳市博物馆革命委员会不再承担全区的文物工作。
1979年，该馆改隶属于再次成立的南阳市文化局:643。1980年4月，南阳市革命委员会下文再次成立“南阳市卧龙公园”，与“南阳市博物馆革命委员会”一套人马两个牌子，由卧龙公园统领博物馆工作，上级主管部门改为南阳市城建局。1980年8月，该馆复归市文化局领导。1980年7月，该馆更名为“河南省南阳市博物馆”。1981年后，“南阳市卧龙公园”的称谓再次逐渐停止使用。1984年7月，该馆的主管部门改为南阳市文化广播事业局。1985年10月，南阳汉画馆脱离南阳巿博物馆单独建制。1987年，又改隶属于南阳市文化局。1989年7月，以南阳市博物馆考古队为基础成立南阳市文物工作队（今南阳市古代建筑研究所），直属于南阳市文化局领导:643，市博不再负责南阳市地上地下的文物考古发掘和保护管理及历史文化名城保护管理等工作。市博物馆工作仍剩余有馆藏文物的保护、研究和陈列展览，文物征集、修复，以及对南阳卧龙岗武侯祠的保护、研究、宣传、园林绿和旅游服务工作。
1994年10月，南阳撤地设市，该馆更名为“南阳市博物馆”，由南阳市文化局主管。2009年5月，该馆被国家文物局公布为首批国家三级博物馆。2013年5月6日，该馆被国家文物局公布为第二批国家二级博物馆。2010年5月，主管部门改为南阳市文化广电新闻出版局。2019年1月又改为南阳市文化广电和旅游局。
2015年3月26日，南阳市重大项目“三馆一院”建设工程举行开工仪式，“三馆一院”指市博物馆、图书馆、群众艺术馆和南阳大剧院，位于南阳市城乡一体化示范区光武大桥以东光武路南北两侧区域，属白河核心景观带。其中博物馆新馆总建筑面积4.2万平方米，由公共大厅、藏品库区、陈列展示区、技术区、观众服务设施及交通、行政办公区等部分组成。2020年12月12日，武侯祠博物馆从南阳市博物馆分离，对南阳卧龙岗武侯祠的保护、研究、宣传、园林绿和旅游服务工作不再由市博负责。2020年12月29日晚，在南阳大剧院举行南阳“三馆一院”对外开放启动仪式，新馆的临展厅、文创厅、咖啡厅、报告厅等均已具备开放条件。
2021年1月1日，南阳市博物馆新馆正式启用对外开放。2021年10月1日，南阳市博物馆加挂“南水北调中线工程渠首博物馆”牌子，《渠首遗珍——南水北调中线工程南阳考古成果展》专题陈列展览试开放。
2022年12月，南阳市博物馆合并南阳知府衙门博物馆、南阳张衡博物馆，更名为南阳市博物院，成为豫西南最大的地方综合性博物馆。

### 分馆

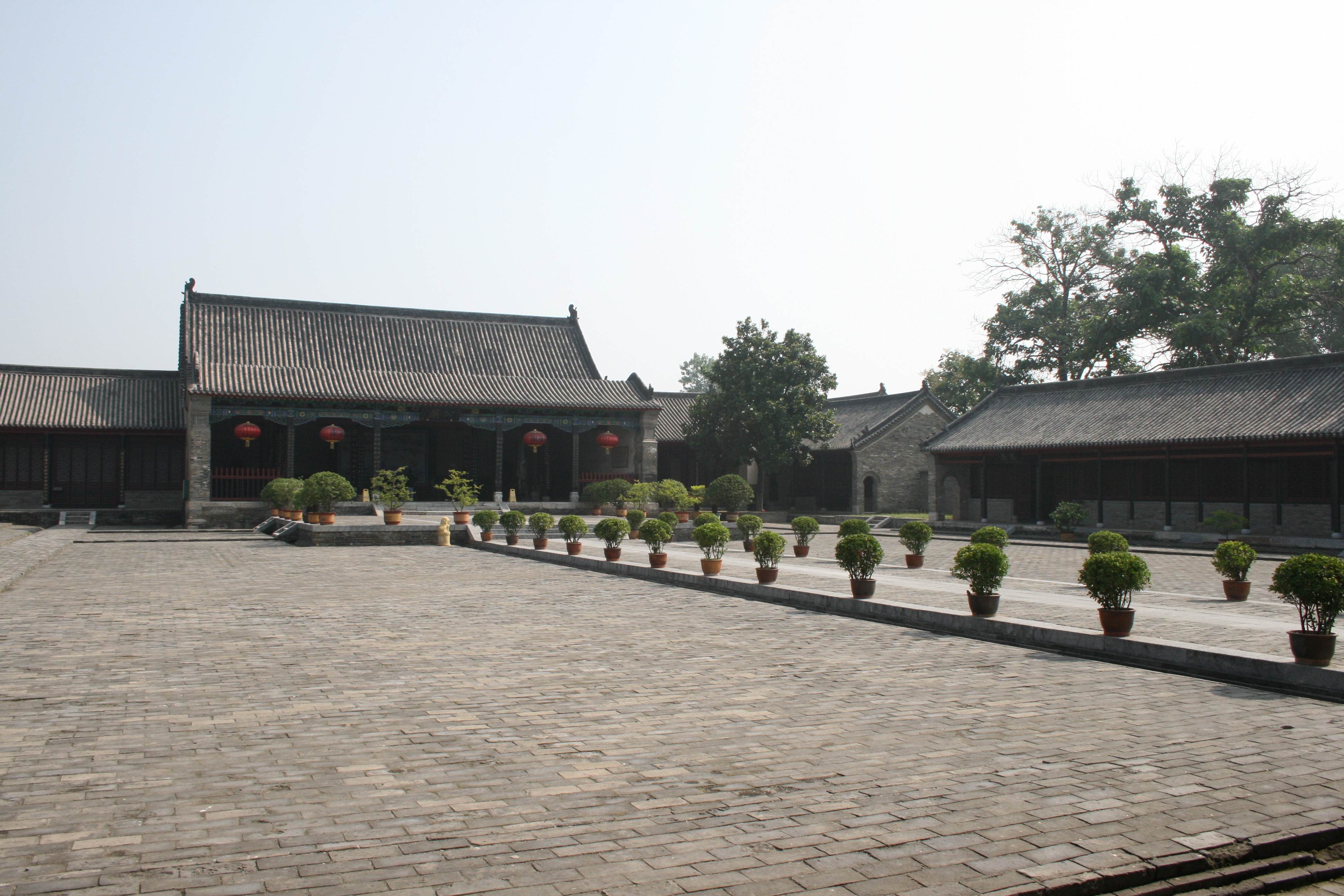
南阳府衙

南阳知府衙门是全国重点文物保护单位，始建于元世祖至元八年（1271年），历经元、明、清三代，是唯一一处保存至今，规模宏大、布局完整清代府衙建筑。
张衡博物馆成立于1984年12月，是一座有关东汉科学家、文学家、发明家张衡的专题性博物馆。

## 考古工作
该馆先后主持和参加有黄山新石器时代遗址、瓦房庄汉代冶铁遗址的发掘，汉宛城遗址的试掘:644。

## 展览

### 基本陈列
| 单元编号 | 单元名称          | 展品说明 | 备注   |
| -------- | ----------------- | --- | ------ |
| 一       | 史前南阳·文明肇始 | 南阳西峡、淅川、内乡一带发现的恐龙骨骼和恐龙蛋化石等，南阳当地旧石器时代和新石器时代的石器和古人类化石等，裴李岗、仰韶、屈家岭、石家河和龙山等文化类型遗址出土文物等 | [ 14 ] |
| 二       | 夏人之墟·商周南土 | 夏陶爵，商父辛爵、兽面纹铜罍，祖癸铜觚、镶绿松石弓形器、倒钩阔叶铜矛等，西周录子俞铜甗、中偁父鼎，春秋“番子”带盖蟠虺纹铜鼎、鄂侯壶、鄂侯夫人列鼎、楚子弃疾铜簠、应侯之孙铜鼎盖、上鄀太子平侯匜、彭子射繁鼎、彭子射浴缶、铜盏、铜方敦、窃曲纹带盖铜方壶，战国铜铎、陶俑、铜剑，先秦货币等 | [ 15 ] |
| 三       | 南都帝乡·股肱望郡 | 玻璃碗、陶俑、“棘阳邑丞”铜印、铜甬钟、“宜子孙”耳杯形铜灯、龙首柄铜行灯、博山形执柄铜熏炉、铜鐎斗、金羊杖首、立姿铜象、龟座红釉陶灯、宜侯王龙首柄铜熨斗、铜染炉、“建武元年”印纹空心砖、鎏金熊足铜樽等汉代文物 | [ 16 ] |
| 四       | 民族融合·繁华重现 | 三国环绕式神兽铜镜、“征北朱将军士王勇”铜弩机、红釉四系硬陶罐，东晋青釉兽首四系瓷罐，南朝彩绘“南山四皓”人物画像砖、彩绘龙纹画像砖、彩绘双龙画像砖、彩绘牵牛画像砖、彩绘仪仗出行画像砖，隋白釉瓷碗、仪仗出行画像砖、大业三年造像碑，唐花釉双系瓷罐、花釉喇叭口四系瓷瓶、三彩三足炉，北宋汝窑青釉瓷梅瓶、钧窑天蓝釉瓷盘，金代三彩虎形枕，元白釉黑彩“花”字瓷碗、白釉黑彩瓷罐、白釉黑彩孩儿瓷枕等 | [ 17 ] |
| 五       | 南船北马·梅城风华 | 明白釉带盖瓷罐、金鸟饰件、金质冥用通宝、凤鸟纹金头饰、嵌宝石金耳坠、“南阳卫左千户所百户印”铜印、“南阳城”铭砖、“阎若璩藏”刻铭石砚、透雕龙纹随形红石砚、龙泉窑青釉刻牡丹花纹瓷盘，清代大炮、张照行书轴、罗清指画荷花画轴、无款阿房宫手卷、张廷枢临王羲之十七帖长卷、寿山石对章、青花二龙戏珠纹瓷笔筒、同治“南阳县天顺楼”银元宝、金元宝等                                                       | [ 18 ] |

### 专题陈列
南阳市博物院的专题陈列包括《致敬青铜——南阳青铜文化展》《古玉撷英——南阳古代玉器精品展》《陶铸汉威——南阳汉代陶狗展》《渠首遗珍——南水北调中线工程南阳考古成果展》《南阳脱贫攻坚大型图片展》《玉兔迎春——文物中的兔文化》等。

### 临时展览
2021年，南阳市博物院的临时展览《千年一遇——近年来南阳重大考古发现成果展》入选“2020年度河南省优秀陈列展览”。

## 荣誉
该院曾先后获得爱国主义教育基地、河南省社会科学普及基地、河南省文明单位、省级卫生先进单位、南阳市社会科学普及基地、生态文明宣教基地、大学生社会实践基地、南阳师范学院历史学院教学实习基地、河南省社会科学普及示范基地等称号。

## 备注
1. ↑  一说贵南阳市文教局领导[2]:643
2. ↑  一说1979年改名为南阳市博物馆[2]:643
3. ↑  又作“南阳市文物钻探队”[3]
4. ↑  南阳武侯祠博物馆于2022年1月1日正式挂牌[10]